# ژان-فرانسوا لیوتار
ژان-فرانسوا لیوتار (به فرانسوی: Jean-François Lyotard) (زادهٔ ۱۰ اوت ۱۹۲۴ در ورسای – درگذشتهٔ ۱۳ آوریل ۱۹۹۸ در پاریس، فرانسه) نظریه‌پرداز ادبی و از پیشگامان فلسفهٔ پست‌مدرن در جهان به‌شمار می‌رود. علی‌رغم اینکه ژان-فرانسوا لیوتار یک فرانسوی فعال سیاسی نیز بود، ولی مفصل‌بندی فلسفهٔ پست‌مدرن و تحلیل تأثیر پست‌مدرنیته بر وضعیت بشری، مهم‌ترین عامل شهرت وی محسوب می‌شود. کار فکری او موضوعات گسترده‌ای چون موسیقی، فیلم، خاطره، فضا، زمان، شهر، زیبایی‌شناسی و سیاست را نیز پوشش می‌دهد. او یکی از شخصیت‌های کلیدی در فلسفه قاره‌ای معاصر بود.

## زندگی
ژان-فرانسوا لیوتار در ۱۰ اوت سال ۱۹۲۴ میلادی در شهر ورسای فرانسه زاده شد. پدرش ژان-پیر لیوتار (Jean-Pierre Lyotard) نمایندهٔ فروش و مادرش مادلین کاوالی (Madeleine Cavalli) بود. ژان در پاریس در مدارس بوفون (Buffon) و لویی-لُگران (Louis-le-Grand) درس خواند. در جوانی آرزو داشت راهب دومنیک، نقاش، مورخ یا داستان‌نویسی شود که مسیر حرکت وی به سمت فلسفه را هموار کند. لیوتار پس از گذراندن تحصیلات ابتدایی در پاریس، پس از دو بار مردود شدن در امتحان ورودی مدارس عالی، سرانجام در دانشگاه سوربون در رشتهٔ فلسفه شروع به تحصیل کرد. در دانشگاه سوربن با ژیل دلوز آشنا و دوست شد. علاقهٔ نخستین او به فلسفه تفاوت‌ها منتج به پایان‌نامهٔ فوق لیسانس او دربارهٔ تفاوت به مثابهٔ مفهومی اخلاقی شد. پس از اخذ درجهٔ دکتری در سال ۱۹۴۸ با آندره مِه (Andrée May) ازدواج کرد و صاحب دو فرزند به نام‌های کورین و لورانس شد. لیوتار بعدها، در سال ۱۹۹۳، با دولور ژیژک (Dolores Djidzek) ازدواج کرد، که حاصل ازدواج دوم پسری به نام داوید بود.
لیوتار امتحان لازم برای اجازهٔ تدریس در فرانسه (agrégation) را پشت‌سر گذاشت و از سال ۱۹۵۲ به تدریس فلسفه در مدرسهٔ پسرانه‌ای در کنستانتین (Constantine) در بخش اشغالیِ فرانسه در شرق الجزایر پرداخت. او تا ۱۹۵۹ در این مدرسه به پسران پرسنل نظامی در لا فلِش (La Flèche) درس می‌داد و در همین ایام آثار کارل مارکس را مطالعه کرد و با وضعیت سیاسی الجزایر آشنا شد. او باور داشت محیط الجزایر مستعد انقلابی سوسیالیستی است. در سال ۱۹۵۴ لیوتار به سازمان انقلابی سوسیالیسم یا بربریسم (Socialisme ou Barbarie) پیوست. کرنلیوس کاستوریادیس، کلود لفورت و پیر سویریس از اعضای این سازمان بودند. لیوتار و پیر سویریس یکدیگر را در جلسهٔ اتحادیه در اواخر ۱۹۵۰ ملاقات کرده بودند. آنان دوستی طولانی‌مدت و نزدیکی داشتند. سرانجام دوستی آنان به واسطهٔ برخی تفاوت‌های نظری و سیاسی با مشکلاتی روبه‌رو شد.
در ۱۹۶۴ انشعابی در تشکل سوسیالیسم یا بربریسم پدید آمد. لیوتار به همراهی سویریس عضو شاخهٔ پووار اوریه (Pouvoir Ouvrier) (قدرت کارگر) شد، اما در ۱۹۶۶ استعفاء داد. او اعتقاد ش به مشروعیت مارکسیسم به عنوان نظریه‌ای جامع را از دست داد و به مطالعه و نگارش فلسفه بازگشت. وی از ۱۹۵۹ تا ۱۹۶۶ استادیار دانشگاه سوربن بود و سپس جایگاهی در بخش فلسفهٔ دانشگاه پاریس ناتر به دست آورد. او در ماه مهٔ ۱۹۶۵ از اقدامات سیاسی دست برداشت و تظاهراتی برای جنبش ۲۲ مارس سازمان‌دهی کرد.
لیوتار به سمینارهای روان‌کاو رادیکال ژاک لاکان علاقه داشت و واکنش او به نظریات لاکان به بحث گفتمان و انگارهٔ او انجامید، که به خاطر آن درجهٔ دکترای خود را دریافت کرد. از ۱۹۶۸ تا ۱۹۷۰، در سال ۱۹۸۷ استاد بازنشستهٔ دانشگاه ونسیس شد. انتشار کتاب وضعیت پست‌مدرن در ۱۹۷۹ به شهرت او بعدی جهانی داد. او در دهه‌های ۱۹۸۰ و ۱۹۹۰ خارج از فرانسه بسیار سخنرانی می‌کرد. لیوتار استاد دانشگاه اموری و عضو بنیانگذار و برای مدتی نیز رئیس کالج بین‌المللی فلسفه بود. لیوتار استاد در دانشگاه کالیفرنیا و نیز استاد دانشگاه‌های متعددی مانند دانشگاه جان هاپکینز، دانشگاه برکلی، دانشگاه سان دیاگو، دانشگاه مینه‌سوتا، دانشگاه مونترال کانادا، دانشگاه سگین آلمان غربی و دانشگاه سائوپائولو برزیل بود.
ژان-فرانسوا لیوتار در ۲۱ آوریل سال ۱۹۹۸ در حال آماده شدن برای کنفرانسی دربارهٔ پست‌مدرنیسم و نظریهٔ رسانه‌ها، ناگهان بر اثر سرطان خون که به سرعت پیشرفت کرده بود، درگذشت و در گورستان پرلاشز پاریس به خاک سپرده شد.

## محور افکار
کانون نوشته‌های لیوتار را پرسش‌هایی در باب سیاست، عدالت، و آزادی تشکیل می‌دهند. او چه دربارهٔ اثری هنری بحث کند، چه متنی ادبی، چه برهان‌های الاهیاتی و چه حتی از پایان دنیا، توجه‌اش همیشه معطوف به مسائل اجتماعی و اخلاقی است که از این پرسش‌ها ناشی می‌شوند. لیوتار در وهلهٔ نخست فیلسوفی سیاسی است که به شیوه‌های سازمان‌دهی و کنترل زندگی‌های ما به وسیلهٔ جوامع توجه دارد و تحلیل‌هایش از هنر، ادبیات و فرهنگ همگی به فهم این مسئله کمک می‌کنند. چالش‌های سرسختانهٔ لیوتار در برابر باورها، آموزه‌های سیاسی و رویه‌های فرهنگیِ مستقر، نوشته‌های او را همواره سردرگم‌کننده و دشوار، اما در عین حال برانگیزنده و الهام‌بخش، می‌کند.

## آثار
لیوتار، آثار متعددی در زمینهٔ فلسفه و مفاهیم پست‌مدرن دارد. او همچنین، در رسالاتی که با عناوینی همچون تشریح پست‌مدرن برای کودکان، به‌سوی پست‌مدرن و افسانه‌های پست‌مدرن به زبان انگلیسی جمع‌آوری شده‌است، بارها به ابعاد مختلف مفهوم پست‌مدرن اشاره کرده‌است.
پدیدارشناسی

نخستین کتاب لیوتار که در ۱۹۵۴ منتشر شد، مقدمه‌ای کوتاه و بررسی پدیدارشناسی است. نخستین بخش این اثر، اندیشهٔ پدیدارشناسی را از ادموند هوسرل معرفی می‌کند و دومین بخش آن رابطهٔ پدیدارشناسی را با علوم انسانی، مخصوصاً روان‌شناسی، جامعه‌شناسی و تاریخ ارزیابی می‌نماید. در بخش دوم تمرکز از هوسرل به سمت موریس مرلو-پونتی (Maurice Merleau-Ponty) جابه‌جا می‌گردد. در کل کتاب، لیوتار به تلاش پدیدارشناسی جهت یافتن شیوهٔ سوم بین ذهنی‌گرایی و عینی‌گرایی توجه می‌کند و درصدد اجتناب از مشکلات هر یک از آن‌هاست. لیوتار استدلال می‌کند که پدیدارشناسی می‌تواند سهم ارزشمندی در علوم اجتماعی داشته و بایستی به دو کارکرد خدمت کند. نخست: موضوع علم را مقدم بر هر آزمایش و بررسی تعریف کند؛ دوم از نظر فلسفی نتیجهٔ آزمایش‌ها و بررسی‌ها را مجدداً ارزیابی نماید. لیوتار با دیدی مثبت با پدیدارشناسی برخورد می‌کند و استدلال می‌کند، جامعه‌شناسی نیاز به تعریف پدیدارشناختی از ماهیت اجتماعی دارد قبل از این‌که بتواند به‌طور مؤثر به عنوان یک علم گام بردارد؛ ضمن این‌که وی ثمربخشی پدیدارشناسی در بسیاری از رشته‌ها را در نظر می‌گیرد، با این حال نتیجه‌گیری وی در مورد ثمربخشی پدیدارشناسی برای مارکسیسم بسیار منفی است. به باور وی پدیدارشناسی پیشرفت‌های مارکسیسم را نمایان نمی‌سازد بلکه در واقع یک گام به عقب می‌راند. از نظر لیوتار، پدیدارشناسی نمی‌تواند به صورت مناسب جهان‌بینی ماتریالیستی و ماهیت عینی رابطهٔ تولیدی را نشان داده و فرمول‌بندی کند. این مکتب، تفسیر تنازعات طبقاتی به عنوان امری واقع‌شده در آگاهی را امری تمام‌شده و کامل می‌داند. لیوتار تلاش پدیدارشناسی برای یافتن راه سوم بین عینی‌گرایی و ذهنی‌گرایی را طرد کرده و برتری مارکسیسم در تلقی از ذهن‌گرایی به مثابهٔ امری که تقریباً دارای عینیت است را رد می‌کند.
الجزایر

لیوتار در پانزده سال مابین دو کتاب اولش راجع به فلسفه، تلاش‌های نوشتاری خود را وقف بررسی علت سیاست‌های انقلابی کرد. هدف وی در واقع فراهم‌کردن منابعی نظری برای مشارکت در انقلاب سوسیالیستی و نقد دیگر روندها و لایه‌های سوسیالیستی موجود (به‌ویژه استالینیسم و حزب کمونیست فرانسه) به عنوان موانع انقلاب بود. او در مقالات خود در زمینهٔ الجزایر این پروژه را برای اشغال فرانسه به کار می‌گیرد و تلاش دارد تا پتانسیل انقلاب سوسیالیستی ناشی از این موقعیت را دریابد. او توجه بسیار زیادی به نیروهای اقتصادی مؤثر در الجزایر اشغال‌شده مبذول داشته و می‌گوید که منافع اقتصادی فرانسه برای نگه‌داشتن الجزایر به عنوان دولتی کم‌توسعه و فقیر در این راستاست. لیوتار واژهٔ ترور را که در کارهای بعدیش کاملاً کلیدی است، ابداع می‌کند. او با به‌کارگیری این واژه می‌خواهد به توقیف و عقب‌نگه‌داشته‌شدن فرهنگ الجزایر توسط تحلیل اشکال فرهنگی خارجی (فرانسوی) اشاره کند. او معتقد به استقلال الجزایر با توجه به خواست مردم آن است اما ابهاماتی در زمینهٔ امکان انقلاب باقی می‌مانند. او حدس زد که یک انقلاب صرفاً دمکراتیک ملی‌گرا نیز منجر به اشکال جدید نابرابری اجتماعی و سلطه می‌شود و اصرار داشت که یک انقلاب سوسیالیستی ضروری است. نتیجهٔ نهایی کار لیوتار در مورد الجزایر و ناامیدی وی در زمینهٔ شکست انقلاب سوسیالیستی، وی را مجبور کرد سوسیالیسم انقلابی و مارکسیسم سنتی را با این فرض ترک کند که واقعیت اجتماعی بسیار پیچیده‌تر از آن است که بشود آن را با یک گفتمان مسلط یا مشخص تشریح کرد.
گفتمان انگاره

دومین کتاب لیوتار در زمینه فلسفه بسیار طولانی و سخت است و طیفی از موضوعات از پدیدارشناسی، روان‌کاوی، ساختارگرایی، شعر و هنر، دیالکتیک هگل، نشانه‌شناسی و فلسفهٔ زبان را دربر می‌گیرد. هدف اصلی این کتاب نقد ساختارگرایی است که مخصوصاً در روان‌کاوی ژاک لاکان بازنمایی می‌گردد. این کتاب دو بخش دارد: در بخش اول، پدیدارشناسی را در رد ساختارگرایی به کار می‌گیرد و در بخش دوم روان‌کاوی زیگموند فروید را برای ضربه‌زدن به روانکاوی لاکانی و برخی ابعاد پدیدارشناسی مورد استفاده قرار می‌دهد.
لیوتار در این کتاب با تضاد بین گفتمان مرتبط با ساختارگرایی و متن نوشتاری و انگاره (یک تصویر دیداری) مربوط به پدیدارشناسی و مشاهده شروع می‌کند. او بر این باور است که یک اندیشهٔ مفهومی انتزاعی و ساختارمند از زمان افلاطون بر فلسفه تسلط داشته و تجربیات حسی را غالب کرده‌است. متون نوشتاری و تجربهٔ خواندن با گفتمان ارتباط داشته و انگاره‌ها، تصاویر و تجربیات مشاهده‌ای با انگاره پیوند دارند. به نظر وی اشتباه ساختارگرایی در تفسیر انگاره‌ها در واژگان کاملاً گفتمانی و نیز در اغماض از شیوه‌های متفاوتی است که در قالب آن، این عناصر عملیاتی شده و عمل می‌کنند. در بخش دوم گفتمان و انگاره، ساختار به نیروهای زیست‌مایه ای فروید مرتبط شده و مسیر را برای تحلیل فلسفهٔ زیست‌مایه‌ای مطرح شده در اقتصاد زیست‌مایه‌ای هموار می‌سازد.
فلسفهٔ زیست‌مایه‌ای

در اوایل دههٔ ۱۹۷۰، لیوتار فلسفه‌ای مبتنی بر نظریهٔ زیگموند فروید در مورد زیست‌مایه مطرح کرد. برای لیوتار انرژی لیبیدویی می‌تواند به عنوان یک بت‌وارهٔ نظری (به انگلیسی: Theoretical Fiction) برای تشریح دگرگونی‌هایی که در جامعه به وقوع می‌پیوندد به کار رود. او بعد از گسست از مارکسیسم و رد نظریهٔ جامع و فراگیر درصدد ایجاد یک نظریه شد که تمایلات و نیروهای متفاوت و متعدد مؤثر در موقعیت‌های سیاسی و اجتماعی را در خود داشته باشد. فلسفهٔ لیبیدویی لیوتار در کار اصلی وی اقتصاد لیبیدویی و در مجموعه مقالاتی منتشر شدند. فلسفهٔ لیبیدویی لیوتار با تعهد کلی وی به هستی‌شناسی حوادث (به انگلیسی: Ontology of Events) شروع می‌شود. او واقعیت را براساس حوادث غیرقابل پیش‌بینی در نظر می‌گیرد و نه بر حسب تنظیمات ساختارمند. این حوادث می‌توانند به گونه‌ای متفاوت تفسیر شوند و هیچ تفسیر واحدی نمی‌تواند کاملاً صحیح باشد. لیوتار ایدهٔ انرژی لیبیدویی را برای تشریح حوادث به کار گرفته و شدت‌ها (به انگلیسی: libidinal Intensities) و تأثیرات (به انگلیسی: Affects) لیبیدویی را برای اشاره به خود حوادث به کار می‌برد. این شدت‌ها و تأثیرات، احساسات و تمایلات انسانی‌اند. بر طبق روان‌کاوی زیگموند فروید این مختصات، فرایندهای اولیهٔ لیبیدو هستند، یعنی نیروهایی که در بدن وجود داشته و ماورای فرایندهای ذهنی آگاه‌اند.
لیوتار مخصوصاً روی میل جنسی تأکید دارد. او این واژگان را به‌طور استعاری برای تشریح عملکردهای واقعیت در جامعه به مثابهٔ یک کل به کار می‌گیرد و آن‌ها را از پیوندهای معمولی موجودات انسانی جدا می‌سازد. لیوتار اذعان می‌کند که این توصیف همه چیز بر حسب لیبیدو یک بت‌وارهٔ نظری را فراهم می‌سازد. پاسخ لیوتار به نهیلیسم ساختار از طریق مفهوم کتمان عملی می‌شود بدین معنی که انرژی لیبیدویی بایستی در درون ساختارها عمل کند. این انرژی لیبیدویی در حال انتظار برای آزاد شدن و جریان یافتن در ساختارهای جدید است. نهایتاً فلسفه لیبیدویی لیوتار می‌گوید که ما نمی‌توانیم بر شیوه‌هایی که در آن انرژی لیبیدو رها می‌شود و ساختارهای جدیدی ایجاد می‌کند، کنترل داشته باشیم.
الحاد

لیوتار مفهوم شرک‌گرایی را در درس‌های «شرک‌گرایی» ارائه کرد که در واقع کارهای کوتاه‌تر و صرفاً تفننی هفده سال آخر عمر وی را شامل می‌شد. واژه شرک‌گرایی به شیوهٔ تفکری گفته می‌شود که درصدد اهمیت‌ دادن به مبارزه برای عدالت در مورد تفاوت‌های حل‌نشدنی است. همان‌طور که ادیان شرک‌آمیز به تعدادی از خدایان متفاوت باور داشتند و نه فقط به یک خدا. فلسفهٔ شرک لیوتار نیز بیانگر توجه به کثرت‌گرایی و تعدد (که وی آن را متضاد جهان شمول‌گرایی می‌داند) است. این باور لیوتار به تعدد و کثرت‌گرایی با مقصد بنیادی لیوتار به هستی‌شناسی رویدادهای ویژه ارتباط دارد. اگر واقعیت توسط حوادث منحصربه‌فرد و بی‌نظیری ساخته می‌شوند، پس هیچ قانون جهان‌شمولی برای داوری و قضاوت، که قادر به اهمیت‌دادن به یک یا همهٔ حوادث باشد به گونه‌ای که با همهٔ آن‌ها با عدالت رفتار شود، وجود ندارد. شرک‌گرایی هرگونه معیار داوری را مردود شمرده و مدعی است که ما باید در مورد عدالتی داوری کنیم که به آن نیازمندیم. اما چه‌طور با آن معیار می‌توان قضاوت کرد؟ وی به کانت و نیچه جهت پاسخ به این سؤال متوسل می‌شود. در مفهوم کانتی، ما از طریق تخیل ساختمانی دست به داوری می‌زنیم. این توانایی برای داوری و این ابداع معیار امری رمزآلود است و به مفهوم نیچه‌ای لیوتار می‌گوید که داوری یک جلوه و بیانی از خواست قدرت است. شاید همان‌طور که لیوتار خودش هم اعتراف می‌کند عدالت تکثرگرایی به واسطهٔ تجویز ارزش‌های جهان‌شمول تأمین می‌گردد، تجویزی که در قالب آن قواعد بازی‌های زبانی مورد توجه قرار گرفته و در زیر یک معیار واحد داوری قرار نمی‌گیرند.
وضعیت پست‌مدرن (عنوان اصلی: La condition postmoderne)

لیوتار خیلی زود واژهٔ شرک‌گرایی را به نفع پست‌مدرنیسم رها کرد. او فرمول‌بندی اولیه و بسیار منتقد خود را در مورد پست‌مدرنیسم در کتاب مشهورش، یعنی وضعیت پست‌مدرن، ارائه می‌دهد. این کتاب برای حکومت کبک کانادا نوشته و در ۱۹۷۹ منتشر شد. او به گونه‌ای مشهور پست‌مدرنیسم را به‌عنوان «بی‌باوری به فراروایت‌ها» تعریف می‌کند، فراروایت‌هایی که به‌عنوان داستان‌های جامع و فراگیر در مورد تاریخ و اهداف نژاد انسانی که معارف و روش‌های فرهنگی را بنیان نهاده و مشروعیت می‌بخشند، درک می‌شوند. در این کتاب، فراروایت‌های کهن که برای لیوتار مهم هستند عبارتند از:
1. تاریخ به مثابهٔ امری مترقی به سمت روشنگری اجتماعی و رهایی.
2. دانش به مثابهٔ امری رو به ترقی به سوی تام‌گرایی.
3. مدرنیته به مثابهٔ عصر فراروایت
4. عصر پست‌مدرنیته به عنوان شکست فراروایت‌ها[نیازمند منبع]

در این کتاب بحث‌های اساسی و مهم‌ترین نظریات لیوتار در مورد بازی‌های زبانی، مشروعیت‌زدایی از علم، فراروایت‌ها و دورنمای آن‌ها و نیز وضعیت جوامع کامپیوتری‌شدهٔ معاصر در بستر کلی پست‌مدرنیسم جامعه‌شناختی مطرح می‌شوند.
لیوتار در وضعیت پست‌مدرن به بررسی وضعیت دانش در جوامع پسا صنعتی پرداخته و دو نوع دانش را از یکدیگر تفکیک می‌نماید:
- دانش علمی: دانشی که مشروعیت آن هماره نامشخص باقی می‌ماند و نماینده تمامیت دانش نیست.
- دانش روایی: دانشی سنتی برپایه داستان‌ها و روایت‌های فرهنگی که نیازی به مشروعیت عمیق‌تر ندارد.

بنابراین، لیوتار علم را به عنوان شکل جدیدی از دانش می‌دید که با مشکل مشروعیت خود مواجه است. او برای این مشکل دو روایت مشروعیت‌بخش احتمالی پیشنهاد کرد:
- روایت سیاسی-دولتی: که بر رهایی عملی تمرکز دارد، همانطور که در دوران روشنگری، به ویژه توسط ایمانوئل کانت ترویج می‌شد.
- روایت فلسفی-تأملی: مانند آنچه طرح‌های بزرگ سیستماتیک ایده‌آلیسم آلمانی، به ویژه اندیشه‌های گئورگ ویلهلم فریدریش هگل، سعی در ارائه آن داشتند[۷].

فهرستی از عمده کتاب‌های وی بدین شرح است:
- Sur la constitution du temps par la couleur dans les œuvres récentes d'Albert Ayme,[۸] Édition Traversière, 1980
- La Phénoménologie, Paris, Presses universitaires de France, (coll. Que sais-je ?), 1954.
- Discours, Figure, Klincksieck, 1971. (Thèse de Doctorat d'État, sous la direction de Mikel Dufrenne.)
- Dérive à partir de Marx et de Freud, Paris, 10/18, 1973 ; nouvelle éd. , Paris, Galilée, 1994.
- Des dispositifs pulsionnels, Paris, 10/18, 1973, nouvelle éd. , Paris, Galilée, 1994.
- Économie libidinale, Paris, Minuit, 1974.
- Rudiments païens, Paris, Christian Bourgois, 1977.
- Les Transformateurs Duchamp, Paris, Galilée, 1977.
- La Condition postmoderne: rapport sur le savoir, Paris, Minuit, 1979.
- Au juste (avec Jean-Loup Thébaud), Paris, Christian Bourgois, 1979.
- La pittura del segreto nell’epoca post-moderna: Baruchello, Milan, Feltrinelli, 1982.
- Le Différend, Paris, Minuit, 1983.
- Tombeau de l'intellectuel et autres papiers, 1984.
- Que peindre ? Adami, Arakawa, Buren (1987), rééd. préfacée et postfacée, Paris, Hermann, 2008.
- Le Postmoderne expliqué aux enfants: Correspondance 1982-1985, Paris, Galilée, 1988.
- L'Inhumain: Causeries sur le temps, Paris, Galilée, 1988.
- Heidegger et les Juifs, Paris, Galilée, 1988.
- La Faculté de juger (avec J. Derrida, V. Descombes, G. Kortian…), Paris, Minuit, 1989.
- Leçons sur l'analytique du sublime, Paris, Galilée, 1991.
- Signé Malraux, Paris, Grasset, 1996. *
- Questions au judaïsme, Paris, DDB, 1996.
- La Confession d'Augustin, Paris, Galilée, 1998.
- Misère de la philosophie, Paris, Galilée, 2000.
- L'Assassinat de l'expérience par la peinture, Monory, Paris, Le Castor Astral, coll. " Le mot et la forme» , ۲۰۰۳.
- Pourquoi philosopher ?, Paris, PUF, 2012 [1964]
- Logique de Levinas, textes rassemblés, établis et présentés par Paul Audi, postface de Gérald Sfez, Lagrasse, Verdier, 2015

## ترجمه به فارسی
از لیوتار
- پدیده‌شناسی، ترجمه عبدالکریم رشیدیان، تهران: نشر نی. ۱۳۷۵.
- ناانسانی: تاملاتی در باب فلسفه زمان، ترجمه محمدعلی جعفری، تهران: انتشارات مولی. ۱۳۹۳.
- وضعیت پست‌مدرن: گزارشی دربارهٔ دانش، ترجمه حسینعلی نوذری، تهران: انتشارات گام نو، ۱۳۸۰
- دوموس و کلانشهر در کتاب بازاندیشی معماری، ترجمه سپیده برزگر، تهران: فکرنو، ۱۳۹۹.

دربارهٔ لیوتار
- ژان فرانسوا لیوتار، سایمون ملپاس، ترجمه قمرالدین بادیر دست، تهران: نشر نی، ۱۳۸۹.